# Первушин, Михаил Михеевич
Михаил Михеевич Первушин (1839—1891) — священнослужитель Русской православной церкви, оспопрививатель, заведующий вакцинационным заведением при Вольном экономическом обществе России. В «ЭСБЕ» он описывается как Михаил Михайлович Первушин.

## Биография
Михаил Первушин родился 13 октября 1839 года в семье пономаря при Свято-Троицкой церкви Архангело-Пашийского завода Пермской губернии (ныне Пашия), где он и был крещен. Окончил Пермскую духовную семинарию.
Занимая до своей деятельности в Петербурге место священника в одном из приходов Пермской губернии, Михаил Михеевич Первушин обратил внимание на громадное количество жертв оспы, привитие которой в то время, до введения земских учреждений, было организовано крайне неудовлетворительно. Ясно понимая, что незначительное внимание, оказываемое делу прививания от оспы, зависит, главным образом, от недостаточности сознания народной массой важности этой меры, Первушин задался целью пропагандировать ее всевозможными способами; он писал брошюры по данному вопросу, которые выдерживали по несколько изданий и расходились в громадном количестве экземпляров.

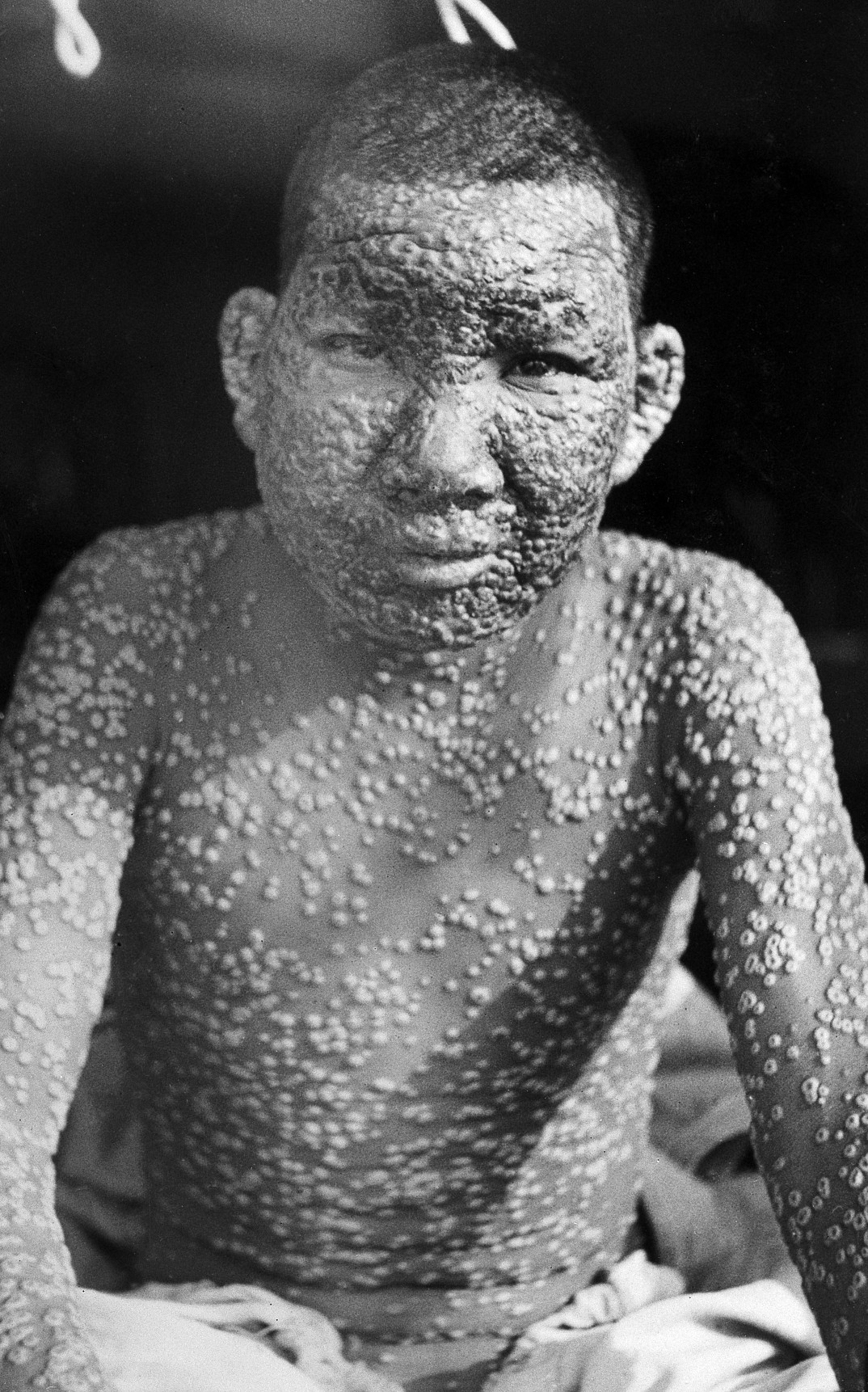
Ребёнок больной оспой

14 июня 1886 года в письме доктору П. С. Серебренникову он написал следующее: «Сообщу Вам свою радость. На болгарский язык перевели мою брошюру „Урал за оспопрививание“. Нельзя ли в Перми перевести ее на пермяцкий, татарский или черемисский языки?».
Рано потеряв жену и оставив духовный сан, M. M. Первушин вскоре получил возможность посвятить свои силы заинтересовавшему его делу в качестве заведующего (с 1879 года) оспопрививательным заведением Вольного экономического общества, и отдался ему со всей энергией: заготовка телячьей лимфы, рассылка ее по России и ежедневная прививка оспы сотням детей занимали почти все его время. Этот постоянный труд не остался без влияния на его здоровье и сравнительно рано свел его в могилу.
Михаил Михеевич Первушин умер 9 мая 1891 года в городе Санкт-Петербурге.
Перу Первушина принадлежат следующие труды: «Как прививать оспу. Опыты практического пособия для желающих заняться оспопрививанием». СПб., 1878 г.; второе улучшенное издание, СПб., 1880 г.; «Наставление родителям о прививке оспы детям». СПб., 1881 г.; «Объявление. Прививайте оспу и уничтожайте пожары». СПб., 1873 г., открытый листок; «Отчего наши пожары и как их уничтожить». СПб., 1873 г.; «Прививайте оспу. Воскресные домашние беседы священника с своими прихожанами о прививании коровьей предохранительной оспы». СПб., 1872 г.; издание 2-е, СПб., 1873 г.; «Уход за оспопривитыми детьми», издано Императорским Вольно-Экономическим Обществом, СПб., 1884 г.; второе издание, СПб., 1889 г.; «Что такое натуральная и прививная оспа?» СПб., 1872 г.; «Случай устройства временного телятника для вакцинации в городе Красноуфимске» («Здоровье», 1881 г., № 166) и др.